# جي آر أو كروم (مغني)
كريم بالو (بالفرنسية: Karim Ballo)‏ المعروف في الوسط الفني باسم جي آر أو كروم (بالفرنسية: JR O Crom)‏ وهو مغني راب فرنسي ولد في يوم 25 يناير 1985 في باريس، فرنسا نشأ في فرنسا ويعيش حاليًا في فرنسا منذ صغره. وهو عضو في مجموعة الهيب هوب الفرنسية سكسيون داسوت.

## روابط خاريجية
- جي آر أو كروم (مغني) على موقع ميوزك برينز (الإنجليزية)
- جي آر أو كروم (مغني) على موقع ديسكوغز (الإنجليزية)